# Мангайм
Мангайм — город в штате Пенсильвания. 
Численность населения по переписи 2020 года составляла 5064 человека.
Район назван в честь города Керпен-Мангейм в Германии.

## Известные уроженцы
Уильям Райс (1873-1963) - американский художник-гравёр.